# Patrick Vigroux
Patrick Vigroux, né le 9 mai 1958, est un joueur français de Scrabble.

## Biographie
Patrick Vigroux découvre le jeu et la discipline du Scrabble à l'âge de 15 ans et rejoint le club de Montpellier. Il commence la compétition en 1980 en finissant second au tournoi de Marseille. En 1986, il remporte le titre de champion de France, qu'il gagne à nouveau en 1989, 1990 et 1992. De 1982 à 1991, il remporte à dix reprises le titre de champion du Languedoc-Roussillon, ce qui est un record. En 1992, il décide de se retirer de la discipline, afin de se consacrer à sa famille.
Dix ans plus tard, il dispute le championnat de France duplicate et termine second de la compétition. Depuis 2002, Patrick Vigroux continue à faire épisodiquement des tournois et représente le club de Montpellier aux Championnats de France Interclubs. En 2008, il dispute le festival de Biarritz et termine quatrième sur 322 joueurs à la Coupe de Biarritz, en étant juste à une place devant le champion du monde en titre Antonin Michel.
Patrick Vigroux a participé plusieurs fois aux championnats du monde de Scrabble francophone, et a terminé troisième en 1985. Au total, il a fini six fois dans les cinq premiers du championnat, 4ème en 1984, 1986, 1987 et 1988, 5ème en 1989, sans devenir champion du monde.
Patrick Vigroux est surtout connu pour avoir remporté le Championnat de France de Scrabble duplicate quatre fois entre 1986 et 1992.
En 2022, lors d'un tournoi homologable en trois parties (TH3), Patrick Vigroux est victorieux parmi les 42 joueurs présents au domaine de Montplaisir à Narbonne (Aude).

## Palmarès
Palmarès du licencié : Patrick Vigroux, auprès de la Fédération française de Scrabble :
- Champion de France : 1986, 1989, 1990[5] et 1992 ;
- Champion du Languedoc-Roussillon : 1982 à 1991 ;
- Vice-champion de France : 2002 ;
- Vainqueur du Festival de Vichy : 1983 et 1990[6] ;
- Vainqueur du Festival d'Aix-les-Bains : 1990 ;
- Vainqueur du Festival de Tournefeuille : 2015[7].